# Шот ел-Джерид
Шот ел Джерид (на арабски: شط الجريد) е безотточна падина в централната част на Тунис, като дъното ѝ лежи на 16 m н.в. Простира се на протежение почти на 200 km от границата с Алжир на запад до залива Габес на изток, а ширината ѝ варира от 80 km на запад до 20 km на изток. Площ около 10 000 km². На югозапад теренът се издига и постепенно преминава в крайните североизточни части на голямата пясъчна пустиня Голям Източен ерг, а на северозапад нисък праг (около 150 m н.в.) я отделя от криптодепресията Шот ел-Гарса (-26 m под морското равнище). В периода на дъждовете (през зимата) падината се напълва с вода и се превръща в голямо солено езеро (второ по големина езеро в Сахара след Чад) с площ около 7000 km². Поради екстремните климатични условия в региона (годишна сума на валежите под 100 mm и температури достигащи до 50 C°) водата в езерото през лятото се изпарява, то пресъхва и дъното му се покрива с дебел слой сол. Често през летните месеци се появяват много на брой миражи – Фата моргани. По краищата на временното езеро на повърхността бликат множество извори с грунтови (подземни) води и артезиански кладенци, около които са разположени оазиси – Кебили, Дуз и Сабрия (на югоизток), Нефта, Таузар и Дегаш (на северозапад).
В края на 19 век се появява грандиозен план за построяване на канал, свързващ езерото със Средиземно море. Планът обаче не успява, защото се оказва, че Шот ел Джерид е малко над морското равнище. Соленото езеро може да бъде прекосено пеш и дори с кола, но е много опасно, тъй като кората на солта не е еднакво плътна и дебела навсякъде (на някои места достига дебелина до 2 – 3 m). Езерото е било използвано при снимането на много филми, като „Междузвездни войни“ (във филма повърхността на езерото е използвана да оприличи повърхността на Марс), както и много други. Шот ел Джерид е първо описан от Карл Май в първия том на приключенския роман „През пустинята Харем“.

## Галерия
- Езерото през лятото